# Sebastiano Aragonese
Sebastiano Aragonese (Ghedi, 1510 – 1567) è stato un pittore e antiquario italiano.

## Biografia
Scarse e poco note sono le informazioni biografiche circa la vita di Sebastiano, il quale nacque presumibilmente tra il 1510 e il 1523 a Ghedi, in provincia di Brescia, da una famiglia di origine spagnola. Lo stesso cognome Aragonese venne infatti  ereditato dal bisnonno Alfonso, giunto in Lombardia forse nella seconda metà del XV secolo, morto sicuramente entro il 1480.
Si sa con certezza che Sebastiano ereditò la passione per la pittura dal padre, che fu appunto pittore ma di scarsa fortuna, di cui non restano opere documentate; allo stesso modo, non si conosce con certezza il tipo di educazione che ricevette Sebastiano durante il suo apprendistato, seppure si possa ipotizzare che sia stato educato o in uno dei tanti licei allora presenti a Brescia, oppure da un maestro privato. Quasi sicuramente, tuttavia, il giovane poté osservare in prima persona il lavoro svolto nei primi anni del Cinquecento dal Romanino, il quale stava affrescando, proprio in quel periodo, le volte e le sale di palazzo Orsini, dimora situata appunto a Ghedi e commissionata dall'omonimo generale di terraferma della Serenissima. Le cronache inoltre ci testimoniano, riguardo alla vita di Sebastiano, che:
(Ottavio Rossi, ibidem)
L'Aragonese si dedicò dunque alla sistematica copiatura di epigrafi, marmi e iscrizioni di età romana provenienti da Brescia e provincia; egli diede alle stampe il risultato della sua opera nel 1564, intitolandola «Monumenta antiqua urbis et agri brixiani» e realizzandola non con caratteri tipografici ma, curiosamente, mediante matrici costituite da tavolette lignee incise. Venne così alla luce la prima opera in assoluto dedicata all'epigrafia e storia romana del territorio bresciano, nonché, con tutta probabilità, una delle prime in assoluto in Italia.
Inoltre, 19 delle suddette matrici lignee (in origine dovettero essere 23) con le quali egli operò e stampò la sua opera, sono conservate in buona parte presso la pinacoteca Tosio Martinengo; lo stesso manoscritto originale, invece, come viene anche testimoniato dagli scritti dello medesimo Ottavio Rossi fu conservato per un certo periodo di tempo nello studio di quest'ultimo; in seguito, comunque, il manoscritto originario confluì nelle collezioni della Biblioteca Queriniana, unica a conservarli da allora assieme alla biblioteca apostolica vaticana.
L'intellettuale ed erudito bresciano Giovanni Labus, tra l'altro, ebbe modo di studiare l'opera dell'Aragonese, mediante puntuali osservazioni pubblicate nei primi anni dell'Ottocento dall'Ateneo di Brescia.
Come testimoniato dal già citato Ottavio Rossi, non si sa per certo se Sebastiano sia morto a Brescia o in altro territorio, seppure si possa ipotizzare il 1567.

## Opere
Tra le poche notizie certe circa la sua attività pittorica e artistica, si possono ascrivere alla sua mano le seguenti opere: 
- Una pala d'altare conservata nella chiesa parrocchiale di Torri del Benaco, realizzata nel 1558 e raffigurante Maria con i santi Pietro e Paolo.[4]
- Vari affreschi eseguiti nel 1535 presso la chiesa parrocchiale di Lavone, in Val Trompia.[4]
- Affreschi e decorazioni realizzati nel castello di Barco ad Orzinuovi, nel 1556.[4]
- Non certa invece è la paternità circa l'opera dell'ultimo altare sinistro della chiesa di sant'Alessandro, a Brescia, la quale raffigura san Luigi re di Francia tra i santi Sebastiano e Rocco.[15]